# St. Botolph’s Priory

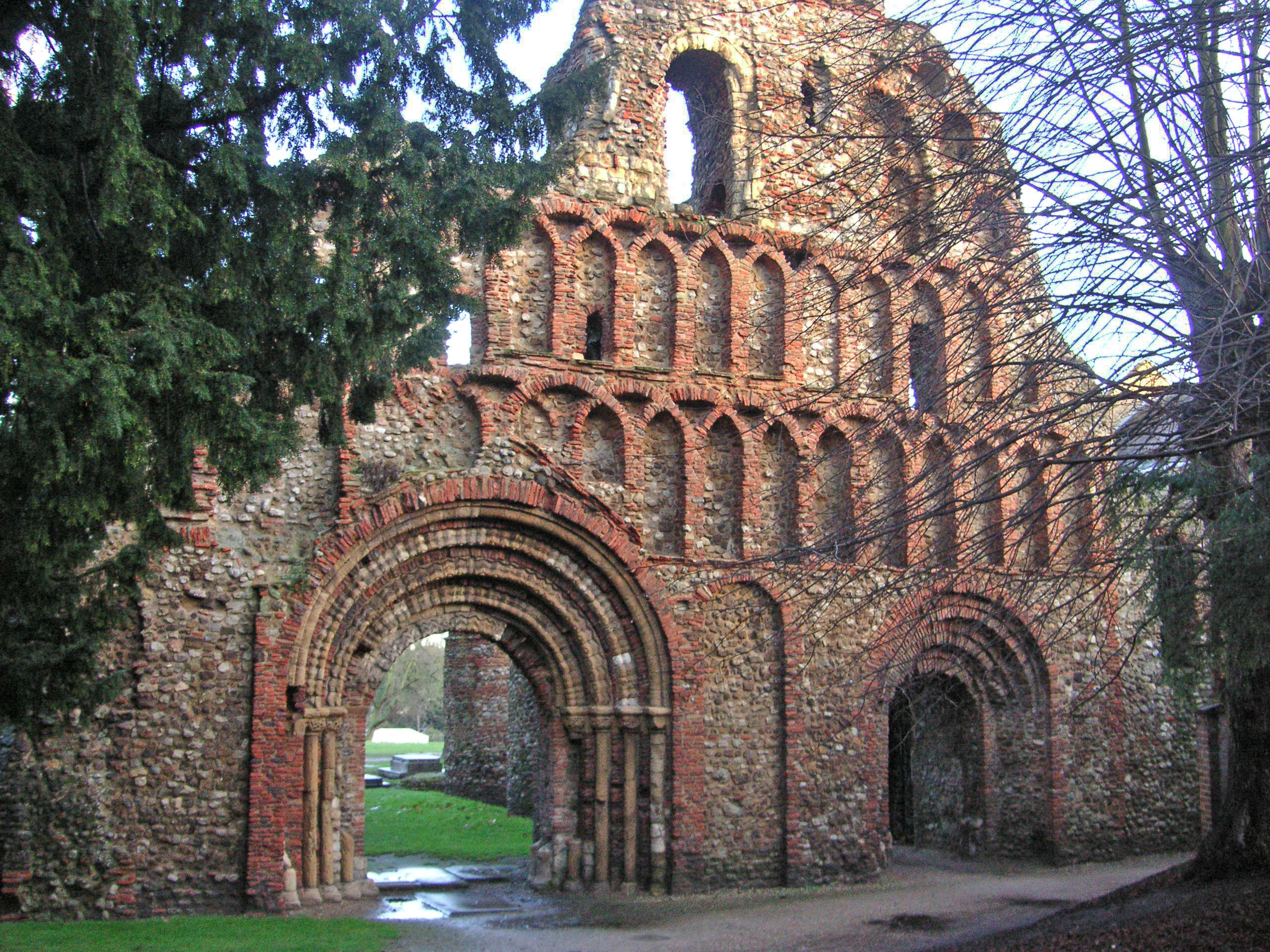
St. Botolph’s Priory – Portalbogen mit Kreuzbogen-Blendarkaden aus Backstein-Spolien

St. Botolph’s Priory ist eine ehemalige Niederlassung der Augustiner-Chorherren in Colchester in der englischen Grafschaft Essex. Von ihren Gebäuden sind nur noch Teile der Kirche als Ruine erhalten. Architektonisch markant ist der dekorative Einsatz von wiederverwendeten Backsteinen als Spolien.

## Geschichte
Eine Kirche aus der Zeit vor der normannischen Eroberung Englands wurde durch einen Schüler Anselms von Canterbury um 1100 in das erste Augustinerstift Englands umgewandelt. Die daraufhin in anglonormannischem Stil errichtete Kirche wurde 1177 vollendet und geweiht. Die dreischiffige Basilika war über 53 m lang, mehr als doppelt so lang wie die heute oberirdisch erkennbare Ausdehnung der Ruine. Bis kurz nach 1500 wurde sie um Kapellenanbauten, darunter auch eine Marienkapelle (Lady Chapel), erweitert. Der Kreuzgang (cloister) mit den Konventsgebäuden lag südlich der Kirche. Das Dormitorium wurde im Jahr 1383 erneuert.
Nach der Loslösung der Church of England von der Römischen Kirche wurde im Zuge der Auflösung der englischen Klöster auch das Priorat St. Botolph aufgelöst (1536). Die Gebäude und übrigen Liegenschaften gelangten in den Besitz des Barons  Thomas Audley. Das Schiff der Kirche wurde als Pfarrkirche erhalten, der Chor und die meisten Nebengebäude abgerissen.
In der zweiten Phase des Englischen Bürgerkriegs gerieten die verbliebenen Bauten 1648 in das Kreuzfeuer zwischen den Cavaliers Karls I. und der New Model Army Cromwells und wurden dabei zerstört.